# 1697 Косканијеми
1697 Косканијеми (енгл. 1697 Koskenniemi) је астероид главног астероидног појаса са средњом удаљеношћу од Сунца која износи 2,375 астрономских јединица (АЈ).
Апсолутна магнитуда астероида је 12,6.
Астероид је 1934. године открио фински астроном Хејки Аликоски и дао му име у част финског писца Косканијемија.